# Eudipleurina ankaratrella
Eudipleurina ankaratrella là một loài bướm đêm trong họ Crambidae.